# (1124) Stroobantia
(1124) Stroobantia est un astéroïde de la ceinture principale, découvert le 6 octobre 1928 par l'astronome belge Eugène Joseph Delporte depuis l'observatoire royal de Belgique à Uccle.
Sa désignation provisoire était 1928 TB.
Il est nommé en l'honneur de Paul Stroobant, directeur de l'observatoire royal de Belgique.